# Arirang TV
Arirang TV (kor. 아리랑 TV, Arirang tibeui) – międzynarodowa, anglojęzyczna stacja telewizyjna obsługiwana przez Korea International Broadcasting Foundation z siedzibą w Seulu w Korei Południowej. Dostarcza informacje w języku angielskim o bieżących wydarzeniach, kulturze i historii Korei okolicznych regionów. Nazwa stacji „Arirang” pochodzi od koreańskiej tradycyjnej pieśni ludowej Arirang.
Arirang TV powstała 3 lutego 1997 roku jako krajowa telewizja kablowa. Jest zarządzana przez niekomercyjną Korea International Broadcasting Foundation, która została stworzona przez Artykuł 32 koreańskiego kodeksu cywilnego 10 kwietnia 1996 roku. W sierpniu 1998 roku rozpoczęła zagraniczną transmisję satelitarną.
Według oficjalnej strony Arirang TV ma około 1,338 miliarda widzów w 105 krajach na całym świecie.
Arirang TV ma dwa kanały dla zagranicznych widzów i jeden krajowy. Arirang TV World powstał jako kanał telewizji satelitarnej 12 sierpnia 1999 roku. Jest emitowany w językach angielskim, chińskim, hiszpańskim, koreańskim, arabskim, rosyjskim, wietnamskim i indonezyjskim. Arirang UN powstał 14 lipca 2015 roku i jest emitowany w języku angielskim.